# Wesendonck Lieder

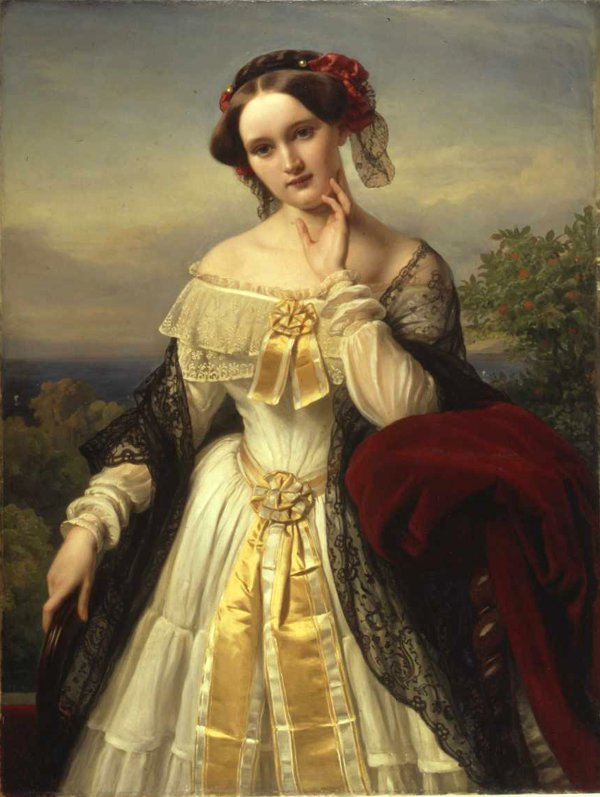
Mathilde Wesendonck

Els Wesendonck Lieder és un cicle de lieder compostos per Richard Wagner mentre estava treballant amb Die Walküre. Són les úniques obres que Wagner va escriure sobre textos aliens i també, juntament amb l'Idil·li de Siegfried, són les úniques obres del seu repertori no operístic que s'interpreten regularment.
El cicle és un conjunt de poemes de Mathilde Wesendonck, l'esposa d'un dels mecenes de Wagner. Wagner havia conegut Otto Wesendonck a Zúric, on s'havia refugiat en la seva fugida de Saxònia després de la Revolució de Maig a Dresden el 1849. Durant un temps, Wagner i la seva dona Minna Planer van viure a l'Asyl (asil en alemany), una petita casa de camp a la finca Wesendonck.

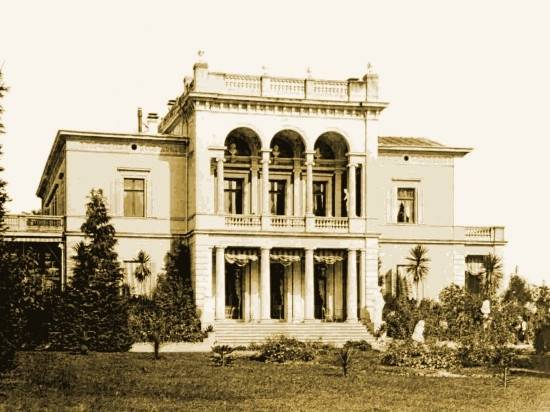
La casa d'Otto i Mathilde Wesendonck a Zúric (1857)

Sembla que Wagner i Mathilde van tenir una història d'amor, en tot cas, la situació i enamorament mutu sens dubte va contribuir a la intensitat del primer acte de Die Walküre, amb la que Wagner estava treballant en aquell moment, i a la concepció de Tristan und Isolde; sens dubte també hi ha una influència sobre els poemes de Mathilde.
Els poemes tenen un estil melangiós, carregat de patetisme influenciat per Wilhelm Müller, l'autor dels poemes utilitzats per Franz Schubert a principis de segle. Però el llenguatge és més enrarit i intens amb un estil romàntic més desenvolupat.
El mateix Wagner va anomenar a dues de les cançons en del cicle com "estudis" de Tristan und Isolde, utilitzant per primera vegada idees musicals que després va desenvolupar a l'òpera. A Träume es poden escoltar les arrels del duo d'amor del segon acte, mentre que Im Treibhaus (l'últim dels cinc de què es compon) utilitza la música que més tard va desenvolupar àmpliament en el Preludi del tercer acte. L'estil cromàtic-harmònic de Tristany impregna les cinc cançons.
Wagner va escriure inicialment les cançons per a veu femenina i piano sol, però també va fer una versió totalment orquestrada de Träume, que va ser estrenada per orquestra de cambra sota la finestra de Mathilde amb motiu del seu aniversari, el 23 de desembre de 1857. El cicle en el seu conjunt es va estrenar per primera vegada en públic a prop de Mainz el 30 juliol 1862 sota el títol Cinc Cançons per a veu femenina. Träume de vegades és cantada per una veu masculina, com per exemple en una gravació de Lauritz Melchior d'abans de la guerra fet pel segell HMV.
L'orquestració per a gran orquestra de tot el cicle es va completar per Felix Mottl, el director de Wagner. El 1976, el compositor alemany Hans Werner Henze va produir una versió de cambra per a tot el cicle. Cada un dels músics té una part separada, amb algun registre de vent molt cridaner.

## Els lieder
- Der Engel (L'àngel), compost el novembre de 1857
- Stehe still! (No et moguis!), compost el febrer de 1858
- Im Treibhaus - Studie zu Tristan und Isolde (A l'Hivernacle), compost el maig de May 1858
- Schmerzen (Dolors), compost el desembre de 1857
- Träume - Studie zu Tristan und Isolde (Somnis), compost el desembre de 1857